# Гарбаюела
Гарбаюела (ісп. Garbayuela) — муніципалітет в Іспанії, у складі автономної спільноти Естремадура, у провінції Бадахос. Населення — 549 осіб (2010).
Муніципалітет розташований на відстані близько 190 км на південний захід від Мадрида, 170 км на схід від Бадахоса.

## Демографія
Динаміка населення (INE ):